# 115058 Tassantal
A 115058 Tassantal (ideiglenes jelöléssel 2003 RH8) a Naprendszer kisbolygóövében található aszteroida. Sárneczky Krisztián és Sipőcz Brigitta fedezte fel 2003. szeptember 4-én.